# Thibaudia martiniana
Thibaudia martiniana är en ljungväxtart som beskrevs av A. C. Smith. Thibaudia martiniana ingår i släktet Thibaudia och familjen ljungväxter. Inga underarter finns listade i Catalogue of Life.